# Lauren Pike
Lauren Pike ist eine US-amerikanische Schauspielerin.

## Leben
Pike erlangte ihren Bachelor of Arts in den Fächern Theater und Sprache an der University of Tennessee at Chattanooga. Zwei Jahre lang vertiefte sie ihre Schauspielkenntnisse an der Circle In The Square Theater School in New York City. Sie wirkte in mehreren verschiedenen Theaterproduktionen mit.
2018 gab Pike ihr Fernsehschauspieldebüt, als sie in drei Episoden der Fernsehserie Single Rules mit spielte. Im Folgejahr hatte sie eine Episodenrolle in der Fernsehserie In Pursuit with John Walsh inne. 2020 gab sie ihr Filmdebüt in Given Life. Ab demselben Jahr bis 2021 war sie in einer wiederkehrenden Rolle in der Fernsehserie Chronicles Of zu sehen. 2022 erhielt sie eine Rolle in der Filmproduktion L'Odge d'Oor. 2024 stellte sie die Rolle der Kristen im Fernsehfilm Blackmail, Lies and Murder dar, der am 7. März 2024 seine Premiere auf Lifetime gab. Im selben Jahr spielte sie dieselbe Rolle in Lethally Blonde. Außerdem war sie im Tierhorrorfilm Shark Warning in der Rolle der Sienna Collins zu sehen. 2025 verkörperte sie erneut die Rolle der Kristen im Fernsehfilm Murder, Lies and Marriage, der am 30. Mai 2025 ebenfalls auf Lifetime gezeigt wurde.

## Filmografie (Auswahl)
- 2018: Single Rules (Fernsehserie, 3 Episoden, verschiedene Rollen)
- 2019: In Pursuit with John Walsh (Fernsehserie, Episode 1x08)
- 2020: Given Life
- 2020–2021: Chronicles Of (Fernsehserie, 2 Episoden)
- 2022: L'Odge d'Oor
- 2024: Blackmail, Lies and Murder (Fernsehfilm)
- 2024: Shark Warning
- 2024: Lethally Blonde
- 2025: Murder, Lies and Marriage (Fernsehfilm)

## Theater (Auswahl)
- A Midsummer Night’s Dream, Sun Valley Shakespeare
- Spectacle BMX, The Powers Collective
- Murder, American Theater of Actors
- Bright.Apple.Crush, Manhattan Repertory
- Homesteaders, Circle in the Square
- Coriolanus, Circle in the Square
- Landscape of the Body, Circle in the Square
- Cotton Patch Gospel, Columbia College Chicago
- 1940's Radiohour, Columbia College Chicago